# Notorious
Notorious – amerykański dramat filmowy w reżyserii George'a Tillmana Juniora z 2009 roku. Film jest oparty na życiu rapera o pseudonimie artystycznym Notorious B.I.G.
Film przedstawia życie rapera Christophera Wallace'a od wczesnych lat aż do jego śmierci.

## Główne role
- Jamal Woolard – Christopher 'Biggie' Wallace
- Derek Luke – Puff Daddy
- Dennis L.A. White – D-Roc
- Marc John Jefferies – Lil Cease
- Amanda Christopher – Keisha
- Angela Bassett – Voletta Wallace
- Ginger Kroll – Debbie
- Ricky Smith – Wally
- Cyrus Farmer – Selwyn
- David Costabile – Pan Webber
- Julia Pace Mitchell – Jan
- Jermaine Denny – Primo
- Naquon Jackson – Nino Brown
- Naturi Naughton – Lil Kim
- Anthony Mackie – Tupac Shakur
- Antonique Smith – Faith Evans